# The Cross of Changes
The Cross of Changes is het tweede studioalbum van het Duitse muziekproject Enigma. Het album werd op 6 december 1993 uitgebracht en telt 9 nummers. In 1994 kwam een gelimiteerde versie uit met drie extra geremixte nummers. Wereldwijd is het album 8 miljoen keer verkocht.

## Beschrijving
Na het grote wereldwijde succes van Enigma's debuutalbum MCMXC a.D. uit 1990 werkte producent Michael Cretu in 1993 verder aan een opvolger in zijn studio op Ibiza. Na de uitgave eind 1993 werd ook dit album een succes. Het kwam opnieuw op de eerste plek in de Britse hitlijsten en in de Verenigde Staten op nummer 9 in de Billboard 200.
Er zijn in 1994 vier singles uitgebracht: "Return to Innocence", "The Eyes of Truth", "Age of Loneliness (Carly's Song)" en "Out from the Deep". Het oorspronkelijke nummer "Carly's Loneliness" werd gebruikt op de soundtrack-cd van de film Sliver.

## Nummers
Het album bevat de volgende nummers:
| 1.                 | Second Chapter                   | 2:16 |
| 2.                 | The Eyes of Truth                | 7:13 |
| 3.                 | Return to Innocence              | 4:17 |
| 4.                 | I Love You... I'll Kill You      | 8:51 |
| 5.                 | Silent Warrior                   | 6:10 |
| 6.                 | The Dream of the Dolphin         | 2:47 |
| 7.                 | Age of Loneliness (Carly's Song) | 5:22 |
| 8.                 | Out from the Deep                | 4:53 |
| 9.                 | The Cross of Changes             | 2:23 |
| Totale duur: 44:12 |                                  |      |

### Speciale gelimiteerde versie
Op 21 november 1994 kwam een speciale versie uit met drie extra remixes:
| 10.                | Return to Innocence (Long & Alive Version)  | 7:07 |
| 11.                | Age of Loneliness (Enigmatic Club Mix)      | 6:23 |
| 12.                | The Eyes of Truth (The Götterdämmerung Mix) | 7:18 |
| Totale duur: 64:58 |                                             |      |

## Medewerkers
- Michael Cretu (als "Curly M.C.) – muziek, productie, zang
- Sandra Cretu - zang
- Peter Cornelius - gitaar
- Jens Gad - gitaar
- Andreas Harde (als "Angel X") - zang
- Louisa Stanley - zang
- Fabrice Cuitad (als David Fairstein) - teksten